# Parafia Matki Bożej Częstochowskiej w Latowicach
Parafia Matki Bożej Częstochowskiej w Latowicach – parafia rzymskokatolicka należąca do dekanatu Ołobok diecezji kaliskiej. Została utworzona w 1997. Mieści się przy ulicy Środkowej. Prowadzą ją księża diecezjalni.